# Kora
La kora è uno strumento musicale del gruppo dei cordofoni, della famiglia delle arpe a ponte; organologicamente è considerata un'arpa liuto. È uno strumento tradizionale dell'etnia mandingo/malinke, diffusa in buona parte dell'Africa occidentale.

## Descrizione

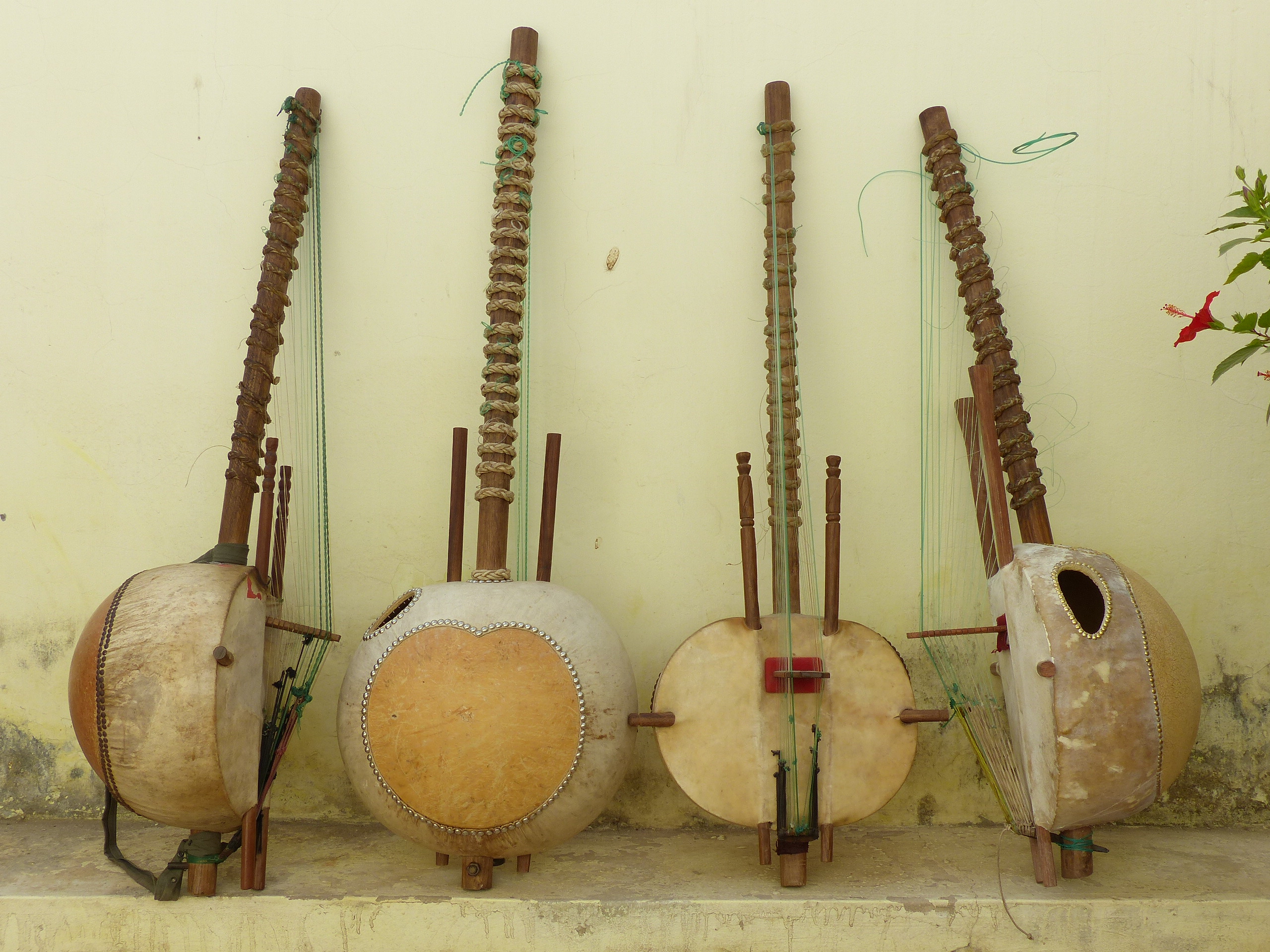

La cassa di risonanza della kora è costituita da una mezza zucca svuotata e ricoperta di pelle di animale . Sulla cassa è fisso un manico da cui partono 21 corde che si inseriscono in due file parallele  di 10 ed 11 corde, in un ponticello perpendicolare al piano armonico. 
Le corde sono tradizionalmente fatte di cuoio, per esempio di pelle d'antilope. Oggi sono molto usate anche le corde d'arpa o il filo di nylon, sostituendo i fili di diversi materiali precedentemente utilizzati, che venivano avvolti assieme per formare una corda più spessa con un timbro specifico.
Alcune kora moderne  hanno alcune corde aggiuntive dedicate ai bassi.  
Le corde sono legate al manico da anelli di pelle; spostando gli anelli si può variare l'accordatura dello strumento.
La tradizione prevede quattro diverse accordature, tomora ba, hardino, sauta e tomora mesengo; corrispondono  alla scala maggiore, alla scala minore, alla scala lidia e alla scala blues.
La tipologia di accordatura a cui si ricorre dipende  dal brano che si vuole eseguire.

## Tecnica
Sebbene il suono di una kora sia molto simile a quello di un'arpa, le tecniche utilizzate per suonarla sono molto più simili a quelle impiegate per la chitarra del flamenco. L'esecutore suona lo strumento ponendolo davanti a sé, sorreggendolo con le due dita medie che fanno presa su due sporgenze di legno. Le corde vengono pizzicate con indice e pollice di entrambe le mani, la fila di 11 con la mano sinistra, quella di 10 con la destra. I suonatori molto esperti sono capaci di eseguire contemporaneamente un accompagnamento ostinato (detto kumbeng) e un assolo improvvisato (chiamato biriminting).

## Diffusione e ruolo culturale
La kora è diffusa presso tutti i popoli Mandinka dell'Africa occidentale; la si trova in Mali, Guinea, Senegal e Gambia. Il suonatore di kora viene detto jali; in genere appartiene a una famiglia di griot, ovvero di cantastorie ed è esclusivamente un maschio. Così come il griot gode di un grande rispetto presso i popoli Mandinka (quale detentore della conoscenza sulle tradizioni, le gesta degli antenati, gli alberi genealogici dei clan, ovvero dell'intera tradizione orale del popolo), analogamente quello di "jali" è considerato un titolo onorifico molto importante.

## Tradizione orale e contemporaneità

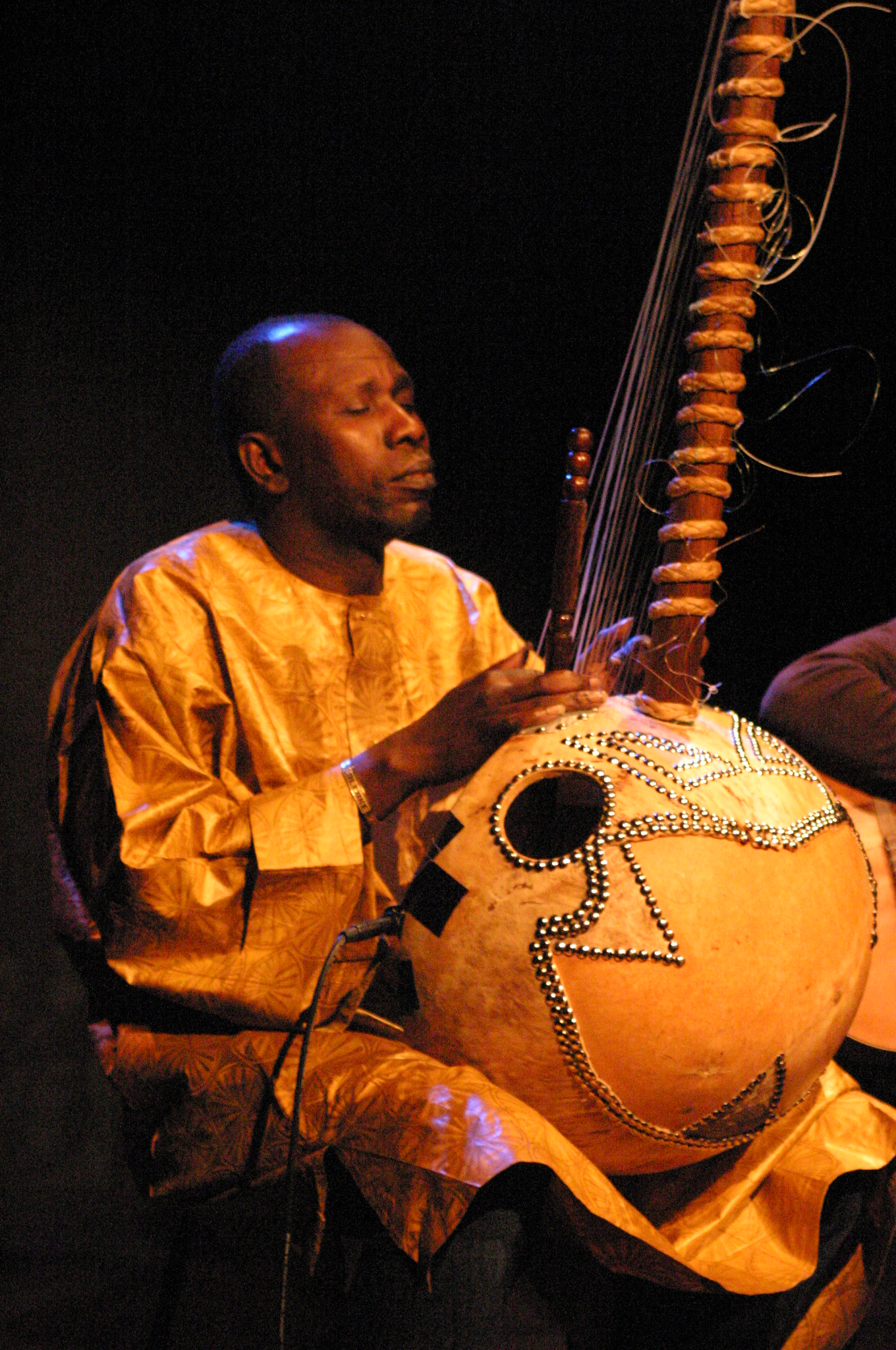
Ballaké Sissoko, musicista maliano, suona la kora

Esistono diversi racconti orali che narrano l'invenzione e la storia di questo particolarissimo strumento musicale: nell'area dell'antico Regno del Mali, si narra che la Kora fu inventata da un grande capo dei guerrieri, Tira Maghan che l'avrebbe donata ai griots del suo villaggio; da quel momento essa sarebbe divenuta lo strumento privilegiato dei griots che ne avrebbero scoperto tutte le sfaccettature e le possibilità sonore al fine di rendere al meglio il prezioso dono ricevuto dal loro signore. 
Secondo una variante dello stesso mito, diffusa in Gambia, nella regione del Kansala la prima Kora sarebbe appartenuta ad una donna particolarmente ingegnosa e creativa, probabilmente una griotte.
In mancanza di documentazione scritta e di una tradizione orale in merito, è difficile stabilire quale sia stata l'evoluzione storica della kora prima dell'avvento degli Europei. La kora viene citata, tra l'altro, dall'esploratore scozzese Mungo Park, nel suo Travels in Interior Districts of Africa (1799).
Nel XX secolo, nella regione di Casamance, si sono iniziate a costruire kore a 25 corde. Una versione elettrica della kora, il gravikord, è stata inventata verso la fine del secolo da Robert Grawi, e viene oggi usata da molti musicisti africani; Foday Musa Suso, per esempio, suona il gravikord in alcuni brani di Herbie Hancock.
Stefano Lentini ha utilizzato la kora come strumento solista in brani per pianoforte e orchestra nella colonna sonora del film Bakhita mescolando elementi della tradizione popolare senegalese con stilemi della musica colta occidentale.

## Suonatori di kora celebri

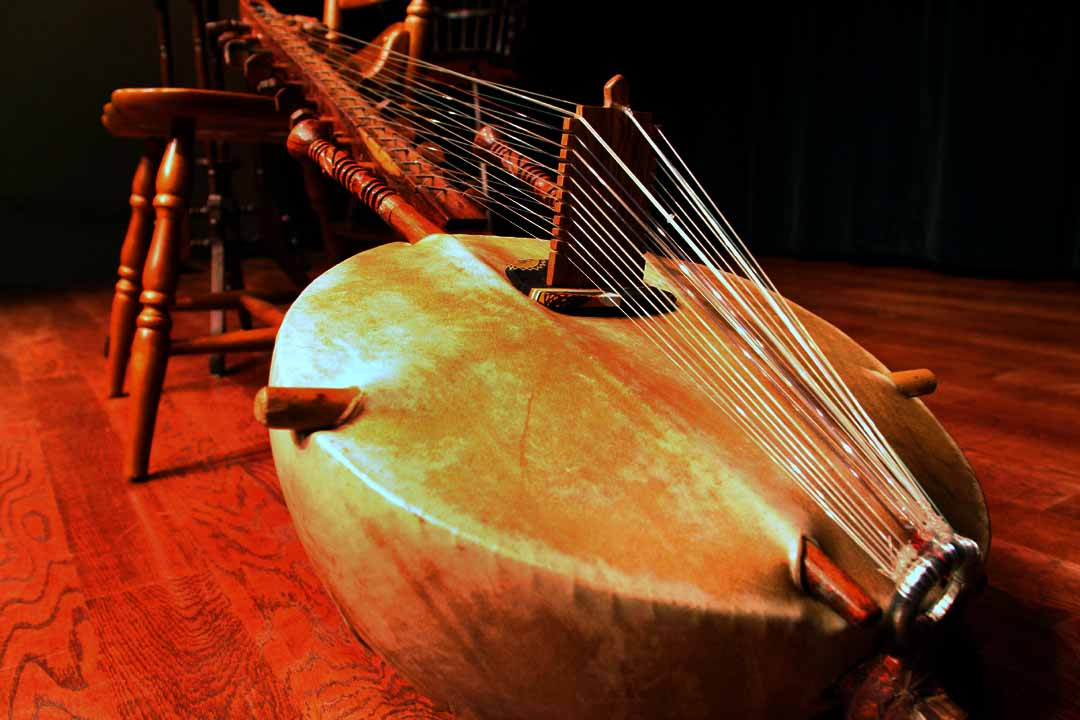

- Kauoding Cissoko
- Mamadou Diabaté
- Sidiki Diabaté
- Toumani Diabaté
- Jali Musa Jawara
- Tunde Jegede
- Maya Jobarteh
- Sona Jobarteh
- Amadou Bansang Jobarteh
- Alhaji Bai Konte
- Amadou Kouyate
- Batrou Sekou Kouyate
- Djimo Kouyate
- Morikeba Kouyate
- Moussa Kouyate
- N'Faly Kouyate
- Toumany Kouyate
- Jaliba Kuyateh
- Kane Mathis
- Foday Musa Suso
- Jali Nyama Suso
- Mariyama Suso
- Salieu Suso
- Papa Susso
- Lamin Saho
- Ballakè Sissoko
- Mory Kanté
- Silvia Balossi